# Santa Lucía (Urugwaj)
Santa Lucía – miasto w departamencie Canelones w Urugwaju. Znajduje się 60 kilometrów na północny zachód od Montevideo. 

## Historia
Miasto Santa Lucía zostało założone w 1782 roku pod nazwą Villa San Juan Bautista. Prawa miejskie zostały nadane 15 czerwca 1925 roku.

## Ludność
W 2004 roku w Santa Lucía mieszkało 16 475 ludzi. W 2010 roku Intendencia de Canelones zarejestrowała 18 346 osób podczas wyborów.
| Rok  | Populacja |
| ---- | --------- |
| 1963 | 12,633    |
| 1975 | 14,079    |
| 1985 | 14,951    |
| 1996 | 16,764    |
| 2004 | 16,475    |

Źródło: Instituto Nacional de Estadística de Uruguay

## Znani mieszkańcy
- José Cancela (ur. 1976) – piłkarz.
- Ángelo Paleso (ur. 1983) – piłkarz.
- Clemente Estable (ur. 1894, zm. 1976) – pisarz.
- Walter Santoro (ur. 1922, zm. 2011) – polityk.